# Николай Николов (футболист, р. 1981)
Вижте пояснителната страница за други личности с името Николай Николов.
Николай Иванов Николов е български професионален футболист, защитник..

## Кариера
Роден е на 26 януари 1981 г. в София. Юноша е на столичния ПФК Левски (София), като преминава през всички нива на ДЮШ на клуба. Започва да играе в мъжкия отбор на ФК Балкан (Ботевград), по-късно играе за ПФК Пирин (Гоце Делчев), преди за първи път през 2006 година да подпише договор с Черноморец (Бургас) за три години.
През 2009 година става част от ФК Монтана, но само след година е преотстъпен на арменския тим Бананц, където играе в продължение на година. Завръща се в Монтана през 2011, но в края на сезона напуска отново в посока Черноморец. Освободен е на 4 януари 2013 г. Привлечен е в Локомотив (София), където остава до края на сезона.

## Статистика по сезони
| Сезон    | Отбор           | Първенство            | Мачове | Голове |
| -------- | --------------- | --------------------- | ------ | ------ |
| 2006/07  | Черноморец (Бс) | Б група               | 21     | 1      |
| 2007/08  | Черноморец (Бс) | А група               | 23     | 2      |
| 2008/09  | Черноморец (Бс) | А група               | 19     | 0      |
| 2009/ес. | Монтана         | А група               | 14     | 2      |
| 2010     | Бананц          | Арменска Премиер Лига | 26     | 1      |
| 2011/пр. | Монтана         | А група               | 9      | 1      |
| 2011/12  | Черноморец (Бс) | А група               | 23     | 1      |
| 2012/ес. | Черноморец (Бс) | А група               | 5      | 1      |
| 2013/пр. | Локомотив (Сф)  | А група               | 8      | 0      |
| 2013/ес. | Пирин (ГД)      | А група               | 6      | 0      |
| 2014/пр. | Монтана         | Б група               | 10     | 0      |